# Schlitz Playhouse of Stars
Schlitz Playhouse of Stars è una serie televisiva statunitense in 377 episodi trasmessi per la prima volta nel corso di 8 stagioni dal 1951 al 1959.
È una serie di tipo antologico sponsorizzata dalla Joseph Schlitz Brewing Company in cui ogni episodio rappresenta una storia a sé. Gli episodi sono storie di genere vario. È conosciuta anche con il titolo abbreviato Schlitz Playhouse a partire dal 1957.
Tre episodi servirono da pilota per tre serie western: The Restless Gun, con John Payne, Tales of Wells Fargo con Dale Robertson, e Shotgun Slade, con Scott Brady. Il pilota di The Restless Gun era basato sulla serie radiofonica The Six Shooter, e il personaggio di Payne nel pilota aveva lo stesso nome, Britt Ponset, come il personaggio della radio; il nome fu poi cambiato in Vint Bonner quando la serie iniziò con degli episodi regolari.

## Presentatori
Gli episodi si avvalsero di introduzioni di diversi presentatori che si avvicendarono nel corso dei sei anni di trasmissione:
- Irene Dunne (1951-)
- James Mason (1954-55)
- Ken Carpenter (1955-1957 d'estate)
- Otto Kruger (1956)
- Gordon MacRae (1957)

## Interpreti
La serie vede la partecipazione di numerose star cinematografiche e televisive degli anni 1950, molte delle quali interpretarono diversi ruoli in più di un episodio.
- Irene Dunne (un episodio più sei da presentatrice), 1951-1952)
- Arthur Franz (7 episodi, 1953-1956)
- John Bryant (7 episodi, 1954-1958)
- John Ireland (7 episodi, 1952-1956)
- Don Taylor (7 episodi, 1954-1958)
- Margaret Field (6 episodi, 1952-1956)
- Hayden Rorke (6 episodi, 1955-1957)
- Scott Brady (6 episodi, 1954-1959)
- Lee Van Cleef (6 episodi, 1953-1957)
- Skip Homeier (6 episodi, 1952-1955)
- Phyllis Avery (6 episodi, 1953-1958)
- Diana Lynn (6 episodi, 1951-1956)
- Ray Walker (6 episodi, 1955-1957)
- Mark Stevens (5 episodi, 1952-1957)
- Kevin McCarthy (5 episodi, 1954-1958)
- John Forsythe (5 episodi, 1951-1958)
- Edmond O'Brien (5 episodi, 1953-1958)
- Stephen McNally (5 episodi, 1953-1957)
- Richard Carlson (5 episodi, 1952-1959)
- John Newland (5 episodi, 1953-1956)
- Paul Langton (5 episodi, 1954-1957)
- Maxine Cooper (5 episodi, 1954-1956)
- Addison Richards (5 episodi, 1955-1956)
- Donald Murphy (5 episodi, 1954-1956)
- Malcolm Atterbury (5 episodi, 1954-1958)
- Walter Hampden (5 episodi, 1951-1952)
- Vincent Price (5 episodi, 1952-1958)
- Dan Duryea (5 episodi, 1952-1956)
- John Doucette (5 episodi, 1955-1957)
- John Ericson (5 episodi, 1956-1958)
- Robert Paige (4 episodi, 1954-1956)
- Bill Baldwin (4 episodi, 1953-1958)
- Ross Elliott (4 episodi, 1954-1956)
- Byron Foulger (4 episodi, 1953-1955)
- Olan Soule (4 episodi, 1957-1959)
- Dane Clark (4 episodi, 1952-1958)
- Willard Parker (4 episodi, 1952-1955)
- Frances Rafferty (4 episodi, 1952-1955)
- Carolyn Jones (4 episodi, 1954-1957)
- Carl Benton Reid (4 episodi, 1954-1956)
- Robert J. Wilke (4 episodi, 1955-1959)
- Gayle Kellogg (4 episodi, 1954-1956)
- Eddie Albert (4 episodi, 1952-1958)
- John Baragrey (4 episodi, 1952-1957)
- Hans Conried (4 episodi, 1953-1957)
- Walter Coy (4 episodi, 1953-1956)
- Kenneth Tobey (4 episodi, 1953-1956)
- Barbara Billingsley (4 episodi, 1953-1955)
- Neville Brand (4 episodi, 1954-1958)
- Barry Kelley (4 episodi, 1955-1959)
- Eduard Franz (4 episodi, 1955-1958)
- Adam Kennedy (4 episodi, 1955-1958)
- Helen Westcott (3 episodi, 1952-1956)
- Strother Martin (3 episodi, 1953-1956)
- Robert Carson (3 episodi, 1952-1957)
- Stuart Randall (3 episodi, 1954-1956)
- Robert Bice (3 episodi, 1954-1957)
- Ralph Peters (3 episodi, 1953-1954)
- Lewis Martin (3 episodi, 1954-1957)
- Walter Brennan (3 episodi, 1953-1956)
- Ellen Drew (3 episodi, 1953-1955)
- Alex Nicol (3 episodi, 1954-1958)
- Scott Forbes (3 episodi, 1954-1956)
- James Whitmore (3 episodi, 1954-1956)
- Jack Carson (3 episodi, 1956-1958)
- Keenan Wynn (3 episodi, 1955-1958)
- June Lockhart (3 episodi, 1951-1956)
- Victor Jory (3 episodi, 1953-1956)
- Douglas Kennedy (3 episodi, 1953-1954)
- William Phipps (3 episodi, 1954-1956)
- Marcia Patrick (3 episodi, 1954)
- Herb Vigran (3 episodi, 1954-1957)
- Michael Landon (3 episodi, 1957-1958)
- Dorothy Green (3 episodi, 1955-1956)
- Morris Ankrum (3 episodi, 1953-1955)
- James Seay (3 episodi, 1952-1956)
- Henry Rowland (3 episodi, 1954-1959)
- Ray Ferrell (3 episodi, 1956-1957)
- John Payne (3 episodi, 1951-1957)
- Joan Caulfield (3 episodi, 1951-1956)
- Anthony Quinn (3 episodi, 1951-1955)
- Teresa Wright (3 episodi, 1952-1957)
- Charles Bickford (3 episodi, 1953-1956)
- David Brian (3 episodi, 1953-1956)
- Jeanette Nolan (3 episodi, 1953-1956)
- Walter Sande (3 episodi, 1953-1956)
- Regis Toomey (3 episodi, 1953-1955)
- Broderick Crawford (3 episodi, 1953-1954)
- Lee Marvin (3 episodi, 1954-1959)
- Dorothy Patrick (3 episodi, 1954-1956)
- Willis Bouchey (3 episodi, 1954-1955)
- Robert Cornthwaite (3 episodi, 1954-1955)
- Claude Dauphin (3 episodi, 1954-1955)
- Marilyn Erskine (3 episodi, 1954-1955)
- Cecil Kellaway (3 episodi, 1954-1955)
- Paul Kelly (3 episodi, 1954-1955)
- John Lupton (3 episodi, 1955-1956)
- Eleanore Tanin (3 episodi, 1955-1956)
- Marianne Stewart (3 episodi, 1956-1958)
- Pat Crowley (3 episodi, 1957-1959)
- Steve Forrest (3 episodi, 1957-1958)
- Donald Cook (2 episodi, 1952-1958)
- Celeste Holm (2 episodi, 1952-1957)
- Polly Bergen (2 episodi, 1952)
- Basil Rathbone (2 episodi, 1954)
- Sebastian Cabot (2 episodi, 1955-1957)
- Mona Freeman (2 episodi, 1955-1957)
- William Bendix (2 episodi, 1956-1959)
- Dale Robertson (2 episodi, 1956)
- Rod Steiger (2 episodi, 1957-1958)
- Onslow Stevens (2 episodi, 1952-1953)
- Leif Erickson (2 episodi, 1952)
- Jackie Cooper (2 episodi, 1953-1955)
- Charles Bronson (2 episodi, 1953-1954)
- K.T. Stevens (2 episodi, 1954-1957)
- Martin Milner (2 episodi, 1954-1955)
- John Dehner (2 episodi, 1954)
- Patricia Hardy (2 episodi, 1955-1956)
- Mike Connors (2 episodi, 1955)
- Richard Anderson (2 episodi, 1957-1958)
- Everett Sloane (2 episodi, 1957-1958)
- Gary Merrill (2 episodi, 1957)
- Betty Lynn (2 episodi, 1951-1955)
- Lillian Bronson (2 episodi, 1953-1955)
- Harry Shannon (2 episodi, 1953-1954)
- Christopher Dark (2 episodi, 1954-1956)
- Murvyn Vye (2 episodi, 1954-1955)
- Melville Cooper (2 episodi, 1954)
- Peter Hansen (2 episodi, 1954)
- Jonathan Hale (2 episodi, 1952-1955)
- Philip Tonge (2 episodi, 1953-1956)
- Jack Elam (2 episodi, 1953-1955)

## Produzione
La serie fu prodotta da Meridian Productions (1951-1956) e Revue Studios (1956-1959). Le musiche di diversi episodi furono composte da Melvyn Lenard e Paul Dunlap. La musica dei crediti finali fu composta da Lee Pockriss. Inizialmente, la serie veniva trasmessa in diretta, ma a partire dall'estate del 1953, alcuni episodi vennero girati in anticipo. A partire dalla stagione 1956-1957, tutti gli episodi furono poi filmati.

### Registi
Tra i registi sono accreditati:
- John Brahm in 19 episodi (1952-1958)
- Roy Kellino in 16 episodi (1952-1955)
- Ted Post in 15 episodi (1952-1953)
- Jus Addiss in 11 episodi (1954-1957)
- Robert Florey in 9 episodi (1954-1957)
- Don Weis in 7 episodi (1956-1958)
- Paul Henreid in 5 episodi (1957-1958)
- William Self in 4 episodi (1955-1956)
- Bill Brown in 2 episodi (1951-1952)
- Arthur Pierson in 2 episodi (1952)
- Anthony Jowitt in 2 episodi (1953-1954)
- Christian Nyby in 2 episodi (1953-1954)
- Bill Karn in 2 episodi (1953)
- Harold D. Schuster in 2 episodi (1954-1956)
- George Archainbaud in 2 episodi (1954-1955)
- Arthur Hiller in 2 episodi (1958)

### Sceneggiatori
Tra gli sceneggiatori sono accreditati:
- DeWitt Bodeen in 5 episodi (1954-1957)
- Frank Burt in 3 episodi (1954-1957)
- N.B. Stone Jr. in 3 episodi (1954-1957)
- George Bruce in 3 episodi (1954-1955)
- Frank O'Rourke in 3 episodi (1955)
- Frank Gruber in 3 episodi (1956-1959)
- John Dunkel in 3 episodi (1956-1958)
- Lowell Barrington in 3 episodi (1956)
- John McGreevey in 3 episodi (1957-1958)
- W. Somerset Maugham in 2 episodi (1952-1953)
- Luther Davis in 2 episodi (1952)
- Jack London in 2 episodi (1952)
- Dean Riesner in 2 episodi (1952)
- Adrian Spies in 2 episodi (1953-1957)
- Robert Leslie Bellem in 2 episodi (1953)
- Irving Gaynor Neiman in 2 episodi (1953)
- Robert J. Shaw in 2 episodi (1953)
- Walter C. Brown in 2 episodi (1954-1955)
- Les Savage Jr. in 2 episodi (1954-1955)
- L.J. Beeston in 2 episodi (1954)
- Don Martin in 2 episodi (1954)
- William Fay in 2 episodi (1955-1958)
- Larry Marcus in 2 episodi (1955-1957)
- Douglas Morrow in 2 episodi (1956)
- David P. Harmon in 2 episodi (1957-1958)
- Paul Monash in 2 episodi (1957-1958). Vinse un Emmy Award nel 1958 per la miglior sceneggiatura per l'episodio The Lonely Wizard.[3]
- Arthur Sheekman in 2 episodi (1957-1958)
- Tom Seller in 2 episodi (1958)

## Distribuzione
La serie fu trasmessa negli Stati Uniti dal 5 ottobre 1951 al 31 luglio 1959 sulla rete televisiva CBS. Tra l'ottobre del 1951 e il marzo del 1952, gli episodi duravano un'ora. Nel mese di aprile del 1952, la durata fu ridotta a 30 minuti. Per la stagione 1958-1959, la serie si alternò settimanalmente con Lux Video Theatre.
È stata poi trasmessa anche in syndication con i titoli Herald Playhouse, Schlitz Playhouse e The Playhouse.

## Episodi
| Stagione         | Episodi | Prima TV USA |
| ---------------- | ------- | ------------ |
| Prima stagione   | 48      | 1951-1952    |
| Seconda stagione | 53      | 1952-1953    |
| Terza stagione   | 53      | 1953-1954    |
| Quarta stagione  | 55      | 1954-1955    |
| Quinta stagione  | 51      | 1955-1956    |
| Sesta stagione   | 45      | 1956-1957    |
| Settima stagione | 37      | 1957-1958    |
| Ottava stagione  | 36      | 1958-1959    |